# Quận Dickens, Texas
Quận Dickens (tiếng Anh: Dickens County) là một quận trong tiểu bang Texas, Hoa Kỳ. Quận lỵ đóng ở thành phố Dickens6.